# Mesoleuca vestata
Mesoleuca vestata är en fjärilsart som beskrevs av Dadd 1921. Mesoleuca vestata ingår i släktet Mesoleuca och familjen mätare. Inga underarter finns listade i Catalogue of Life.